# Hesdin
Hesdin è una frazione del comune di Hesdin-la-Forêt, nel dipartimento del Passo di Calais nella regione dell'Alta Francia. In precedenza comune autonomo, il 1º gennaio 2025 è confluito insieme agli ex comuni di Huby-Saint-Leu, Marconne e Sainte-Austreberthe nel nuovo comune di Hesdin-la-Forêt.

## Storia
Hesdin fu un feudo dei Conti d'Artois, vassalli dei Conti delle Fiandre fino al 1180. Filippo I di Fiandra si adoperò per il matrimonio tra Filippo II di Francia e sua nipote Isabella di Hainaut, dandole in dote la contea di Artois, cosicché anche Hesdin divenne francese. Successivamente passò ai Duchi di Borgogna. Hesdin rimase una delle poche roccaforti francesi fin quando nel 1554, per volere di Carlo V, imperatore del Sacro Romano Impero fu distrutta e riedificata la città nuova a qualche chilometro dal vecchio sito poi denominato Vieil-Hesdin.
A Hesdin è nato Antoine François Prévost più comunemente conosciuto come Abbé Prévost, irrequieto sacerdote, romanziere e storico francese nei cui scritti viene sintetizzata la narrativa precedente e capace di raccontare la sofferenza arrecata dalla passione amorosa. Non lontano da Hesdin si trova il luogo della battaglia di Azincourt (1415). Centro di un mercato agricolo con industrie di concia e calzetteria.
Hesdin ha dato i natali anche a Henri Le Fauconnier.

### Simboli
Lo stemma di Hesdin era stato registrato il 7 giugno 1700 da Charles d'Hozier. Il campo di rosso simbolizza che Vieil-Hesdin fu teatro di incessanti guerre mentre il campo d'argento ricorda che la nuova Hesdin non è ancora stata segnata dall'atrocità dei conflitti. Lo stemma del comune venne bruciato nel 1793 (Hesdin prese il nome di "Le Pelletier-sur-Canche" durante la Rivoluzione francese) e ritornò ad essere l'emblema ufficiale nel 1815.

## Società

### Evoluzione demografica
Abitanti censiti